# Heikki Leime
Heikki Leime, né le 7 mai 1962 à Turku est un joueur professionnel finlandais de hockey sur glace devenu entraîneur.

## Carrière de joueur

### En club
Il passe toute sa carrière au TPS Turku en élite finlandaise et chez les Americans de Rochester en Amérique du Nord. Il a remporté la Coupe Calder en 1983.

## Statistiques

### En club
| Saison    | Équipe                 | Ligue    |    | Saison régulière | Saison régulière | Saison régulière | Saison régulière | Saison régulière | Saison régulière |   | Séries éliminatoires | Séries éliminatoires | Séries éliminatoires | Séries éliminatoires | Séries éliminatoires | Séries éliminatoires |
| Saison    | Équipe                 | Ligue    | PJ | B                | A                | Pts              | Pun              | +/-              | PJ               | B | A                    | Pts                  | Pun                  | +/-                  |                      |                      |
| 1979-1980 | Juniors de Montréal    | LHJMQ    | 5  | 0                | 0                | 0                | 0                |                  |                  |   |                      |                      |                      |                      |                      |                      |
| 1980-1981 | TPS Turku              | SM-Liiga | 28 | 3                | 5                | 8                | 14               |                  | 5                | 0 | 0                    | 0                    | 4                    |                      |                      |                      |
| 1981-1982 | TPS Turku              | SM-Liiga | 35 | 1                | 0                | 1                | 18               |                  |                  |   |                      |                      |                      |                      |                      |                      |
| 1981-1982 | Americans de Rochester | LAH      | 1  | 0                | 0                | 0                | 0                |                  |                  |   |                      |                      |                      |                      |                      |                      |
| 1982-1983 | TPS Turku              | SM-Liiga | 36 | 3                | 2                | 5                | 26               |                  |                  |   |                      |                      |                      |                      |                      |                      |
| 1982-1983 | Americans de Rochester | LAH      | 6  | 0                | 1                | 1                | 2                |                  | 1                | 0 | 0                    | 0                    | 0                    |                      |                      |                      |
| 1984-1985 | Americans de Rochester | LAH      | 76 | 4                | 18               | 22               | 30               |                  | 4                | 0 | 0                    | 0                    | 4                    |                      |                      |                      |
| 1985-1986 | Americans de Rochester | LAH      | 53 | 0                | 17               | 17               | 51               |                  |                  |   |                      |                      |                      |                      |                      |                      |
| 1986-1987 | TPS Turku              | SM-Liiga | 31 | 1                | 2                | 3                | 34               | -21              | 5                | 0 | 0                    | 0                    | 4                    | -3                   |                      |                      |
| 1987-1988 | TPS Turku              | SM-Liiga | 44 | 2                | 7                | 9                | 36               |                  |                  |   |                      |                      |                      |                      |                      |                      |
| 1988-1989 | TPS Turku              | SM-Liiga | 44 | 4                | 14               | 18               | 32               |                  | 10               | 1 | 1                    | 2                    | 28                   |                      |                      |                      |
| 1989-1990 | TPS Turku              | SM-Liiga | 32 | 1                | 7                | 8                | 47               | +20              | 9                | 1 | 2                    | 3                    | 8                    | +6                   |                      |                      |
| 1990-1991 | TPS Turku              | SM-Liiga | 44 | 1                | 6                | 7                | 38               | 0                | 9                | 0 | 1                    | 1                    | 6                    | +5                   |                      |                      |
| 1991-1992 | TPS Turku              | SM-Liiga | 21 | 0                | 3                | 3                | 16               | -6               | 3                | 0 | 0                    | 0                    | 2                    | +5                   |                      |                      |

### En sélection nationale
Avec l'équipe de Finlande, il a disputé les championnats d'Europe junior 1979, championnats du monde junior 1981 et 1982 ainsi que le championnat du monde 1990.
| Année | Équipe       | Compétition                 |   | PJ | B | A | Pts | Pun | +/- |
| 1979  | Finlande U20 | Championnat d'Europe junior |   |    |   |   |     |     |     |
| 1981  | Finlande U20 | Championnat du monde junior | 5 | 1  | 0 | 1 | 4   |     |     |
| 1982  | Finlande U20 | Championnat du monde junior | 7 | 2  | 2 | 4 | 2   |     |     |
| 1990  | Finlande     | Championnat du monde        | 7 | 0  | 0 | 0 | 8   | -3  |     |

## Carrière d'entraineur
Devenu entraineur, il a passé l'essentiel de cette seconde carrière en France. Outre les Léopards de Caen et le Lyon Hockey Club, il a entrainé l'équipe de France de 2000 à 2005. Il a entraîné ensuite l'équipe des Ducs d'Angers, de 2007 à 2010, dernière saison où il a mené son équipe en finale du championnat de France (ligue Magnus) . Il rejoint alors son club formateur le TPS Turku, champion de Finlande en titre.
Le 12 novembre 2011, il devient l'entraîneur des Gothiques d'Amiens qui évoluent en Ligue Magnus. Le 28 février 2014, le comité directeur du club décide de ne pas renouveler son contrat.
Il rejoint l'Anglet Hormadi Pays Basque le 20 mars 2019 en tant qu'entraîneur de l’effectif élite en Ligue Magnus.